# Dirección General de Seguridad

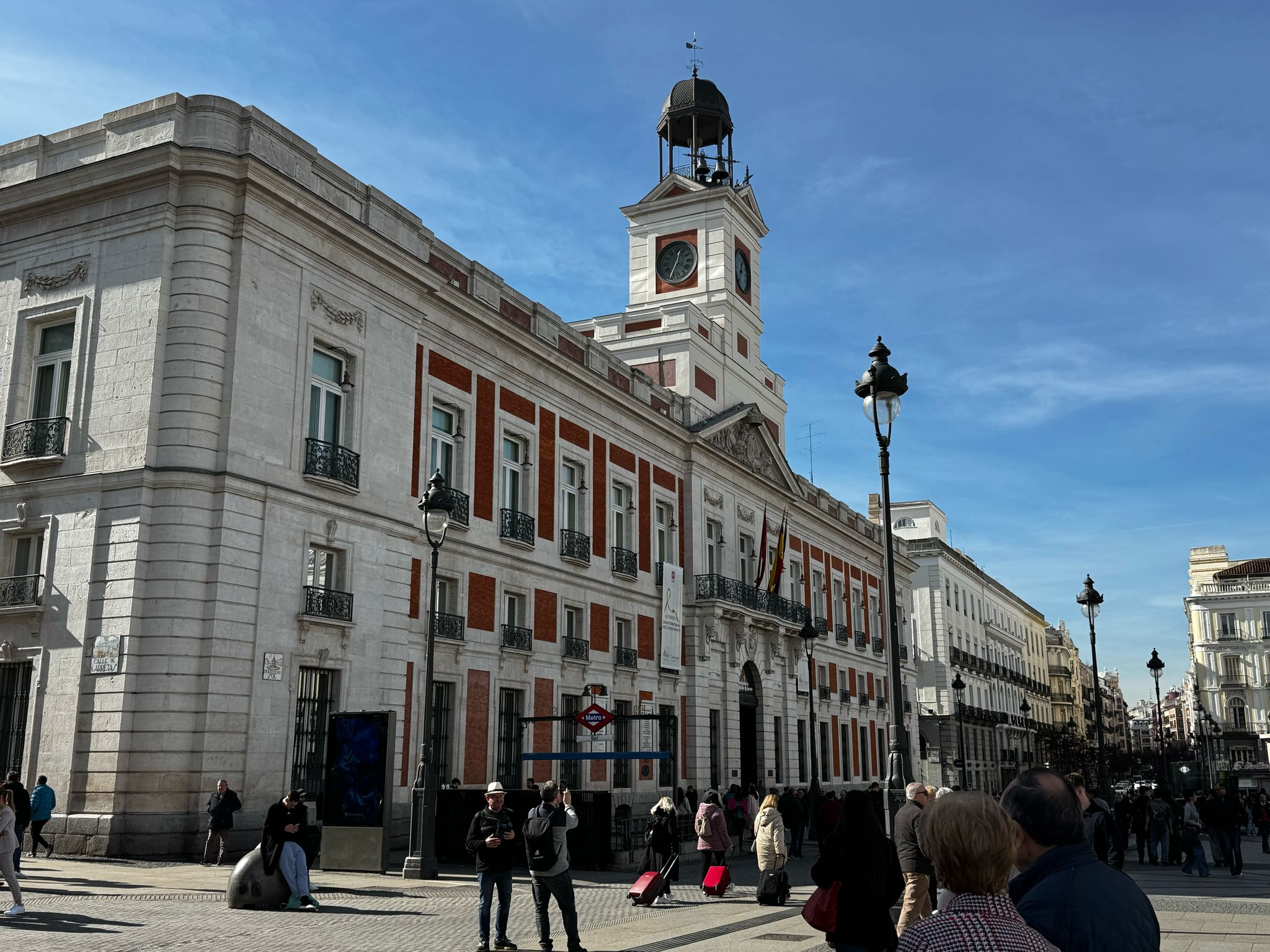
Die Residenz der Dirección General de Seguridad (1912–1979) an der Puerta del Sol in Madrid im Jahr 2025

Die Dirección General de Seguridad (DGS), dt. Generaldirektion für Sicherheit, war vom 27. November 1912 bis zum 10. Mai 1979 die zentrale spanische Polizeibehörde, die der Vorgängerbehörde (Ministerio de Gobernación) des heutigen Innenministeriums unterstand. Sie residierte am zentralen Madrider Platz, Puerta del Sol, in der Real Casa del Correos. Die DGS war zuständig für die Öffentliche Ordnung während der Monarchie, der Diktatur unter Miguel Primo de Rivera, der Zweiten Republik und des Franquismus‘.

## Geschichte

### Ursprünge
Am 24. März 1858 wurde eine Generaldirektion für Sicherheit und öffentliche Ordnung eingerichtet und Manuel Ruiz del Cerro zu ihrem Leiter ernannt. Diese Behörde bestand jedoch nur sehr kurz und wurde im Oktober desselben Jahres aufgelöst.
Im Jahr 1886 wurde eine neue Generaldirektion für Sicherheit im Innenministerium geschaffen, um alle damals bestehenden Polizei- und Sicherheitsbehörden zu zentralisieren. Zum ersten Generaldirektor für Sicherheit wurde Marschall Antonio Dabán y Ramírez de Arellano ernannt. Die Behörde wurde im Juli 1888 aufgelöst. Ende 1912 wurde sie aus Anlass des Mordes am damaligen Regierungschef José Canalejas Méndez erneut gegründet. Man erhoffte sich ein effektives Agieren der Polizeikräfte durch Zentralisierung der Kompetenzen und der Daten und eine Vereinheitlichung der Einsatzgrundsätze. Von da an wurde die neue Behörde zu einem wichtigen Instrument für die Regierungspolitik in den Bereichen Recht und Ordnung nach den Grundsätzen der jeweiligen Staatsform.
Zwischen Juni 1921 und November 1923 trug die Behörde den Namen „Dirección General de Orden Público“ (Generaldirektion für Öffentliche Ordnung).

### Zweite Spanische Republik (1931–1939)
Die Dirección General de Seguridad (DGS) unterstand dem Innenministerium. Ihre Hauptaufgabe war die Aufrechterhaltung der öffentlichen Ordnung im gesamten Staatsgebiet, wozu die Verhütung und Bekämpfung von Straftaten, die Überwachung von Demonstrationen und Streiks gehörten.
Zahlenmäßig wuchsen die Polizeikräfte zwischen 1931 und 1934 von 6.571 auf 17.660 Mann.
Während der Reformjahre 1931–1933 herrschte ein liberales Staatsverständnis vor, das aber im „Schwarzes Doppeljahr“ 1934–1935 von einer autoritär ausgerichteten Politik ersetzt wurde.
Die DGS wurde in dieser Phase von Regierungen zur Unterdrückung politisch Andersdenkender eingesetzt.
Moderne Forschung weist nach, dass der inkongruente, schnell gewachsene Polizeikörper der Republik „zwei Subkulturen enthielt: eine größere militarisierte Subkultur und eine kleinere zivile Subkultur, sowie einige Merkmale einer professionelleren und demokratischeren Arbeitsauffassung“. Der Einsatz der DGS zur Unterdrückung abweichender Meinungen und die Anwendung von Gewalt bei der Reaktion auf Streiks und Proteste löste in der demokratischen Gesellschaft Kontroversen, Kritik und Widerstand aus und führte zum Wahlsieg der Frente Popular (Volksfront).

### Spanischer Bürgerkrieg (1936–1939)
Nach Ausbruch des Bürgerkriegs war die DGS weiterhin eine republikanische Behörde, war aber machtlos gegen die paseos, checas und andere unkontrollierte Handlungen, die in den ersten Monaten des Bürgerkriegs an der Tagesordnung waren. In den Julitagen 1936 war der Chef der Behörde Alonso Mallol entsetzt über die Situation, konnte sie aber nicht wirksam eindämmen. Ende Juli 1936 wurde Manuel Muñoz Martínez zum neuen Leiter der DGS ernannt. Seine Arbeit an der Spitze der DGS führte zu Vorwürfen der Passivität oder der Beteiligung an den Morden im Cárcel Modelo und von Paracuellos. Seine Beteiligung an den Paracuellos-Morden wird jedoch von einigen Historikern wie Ian Gibson bestritten, der daran erinnert, dass die DGS damals mehr auf dem Papier als in der Realität existierte: „Manuel Muñoz Martínez, Generaldirektor für Sicherheit, hatte Madrid in der Nacht zum 6. November verlassen, und sein Posten wurde vom stellvertretenden Direktor, Vicente Girauta Linares, übernommen. Als die Regierung nach Valencia abreiste, verschwand die Generaldirektion für Sicherheit als solche praktisch als Polizeieinheit in Madrid, und ihr gesamtes Personal, ihre Dienststellen usw. unterstanden von da an der Abteilung für öffentliche Ordnung der Verteidigungsjunta...“
Nach den sogenannten „Maiereignissen“ in Katalonien übernahm die DGS die Bekämpfung der aufständischen Gruppen von CNT, FAI und POUM. Internationale Aufmerksamkeit erfuhr das Schicksal des POUM-Generalsekretärs Andreu Nin, der, während der Amtszeit des kommunistischen Generaldirektors Antonio Ortega Gutiérrez von der Polizei verhaftet, aus dem Polizeigewahrsam von sowjetischen Agenten im Dienste Stalins entführt und ermordet wurde, was zu internationalen Protesten führte. Das Ansehen der spanischen Demokratie litt. Der damalige Ministerpräsident Juan Negrín kommentierte später, dass Ortega nie ernannt worden wäre, hätte er seine Bindung an die PCE gekannt. Paul Preston hält diese Personalie für „nefasto (katastrophal)“. Nach Angaben des Historikers Hugh Thomas war Ortega für die Verhaftung von Andreu Nin und anderer Führer der (POUM) verantwortlich. Diese These unterstützt Paul Preston. Negrín selbst ließ untersuchen, wie es zum Verschwinden von Andreu Nin kommen konnte. Ortega stellte sich bei den Befragungen durch den Innenstaatssekretär Vidarte so ungeschickt an, dass Vidarte gesagt haben soll: „Oiga, coronel, o usted es idiota o cree que yo lo soy (Hören Sie, Oberst, entweder sind Sie ein Idiot oder Sie glauben, dass ich einer bin).“

### Franco-Diktatur

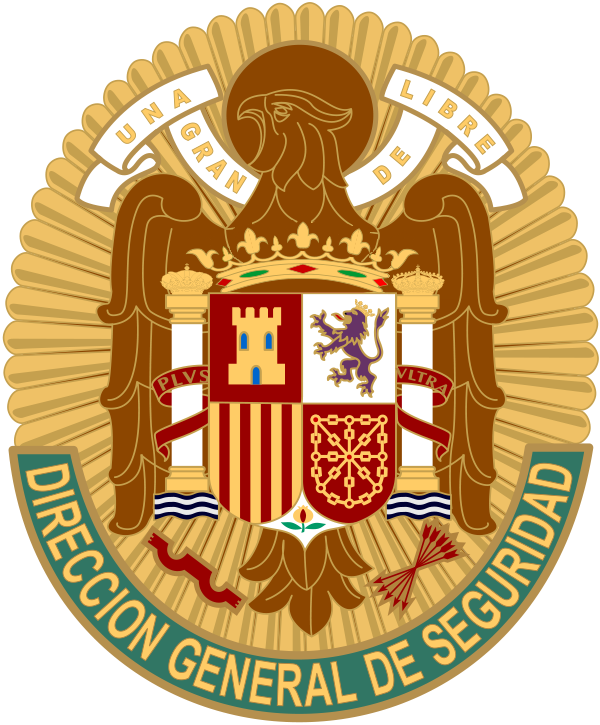
Emblem der DGS während der Franco-Diktatur, 1942.

Nach dem Ende des Bürgerkriegs erfuhr die DGS mit der Errichtung der Franco-Diktatur eine tiefgreifende Umstrukturierung durch die Zentralisierung zahlreicher Dienststellen unter ihrer direkten Kontrolle. Die Politik der siegreichen Franquisten war weit entfernt von nationaler Versöhnung. Das neue Gesetz für Staatssicherheit unterstrich diesen neuen Charakter der DGS.
Unmittelbar nach Kriegsende wurde José Ungría Jiménez zum neuen Generaldirektor ernannt, den José Finat y Escrivá de Romaní, ein persönlicher Freund von Ramón Serrano Suñer, ablöste. Escrivá de Romaní vertrat eine harte Linie bei der Repression und lud Heinrich Himmler zu einem Besuch nach Madrid ein, um eine polizeiliche Zusammenarbeit mit der Gestapo aufzubauen. Seine letzte Entscheidung als Generaldirektor für Sicherheit war die Einrichtung des so genannten Archivo Judaico, einer Sammlung von Dokumenten, die von den Zivilregierungen erstellt wurden, um die etwa 6.000 in Spanien lebenden Juden zu registrieren, zu überwachen und zu verfolgen.
Mit der deutschen Besetzung Frankreichs im Jahr 1940 baute die Franco-Polizei ein Netz von Agenten in Frankreich auf, um die Führer der Spanischen Republik im Exil aufzuspüren oder zu verhaften. Von Anfang an hatte sie die Unterstützung der Behörden von Vichy-Frankreich und der deutschen Gestapo. Unter anderem wurden der ehemalige republikanische Innenminister Julián Zugazagoitia, der Präsident der Generalitat, Lluís Companys, der ehemalige Minister Juan Peiró und einer der ehemaligen Direktoren der DGS, Manuel Muñoz Martínez, verhaftet, nach Madrid in die DGS gebracht, verhört und verurteilt.
Der Sitz der Generaldirektion war als Folterzentrum bekannt. Zu den Häftlingen, die unter verdächtigen Umständen dort starben, gehörten u. a. der kommunistische Politiker und Widerstandskämpfer Julián Grimau und der sozialistische Politiker, Gewerkschafter und Widerstandskämpfer Tomás Centeno. Die Brigada Político-Social (Geheimpolizei) hatte ebenfalls Büros an der Puerta del Sol.
Am 13. September 1974 verübte die bewaffnete Terrororganisation ETA político-militar einen Sprengstoffanschlag in der angrenzenden Calle del Correo (Poststraße), indem sie in einer nahen Cafetería eine Bombe detonieren ließ. Ziel des Anschlags waren die zahlreichen Polizisten, die das Lokal gewöhnlich besuchten, aber von den dreizehn Menschen, die bei der Explosion getötet wurden, war nur einer Polizist.

### Auflösung
Nach Francos Tod und dem Beginn der Transition wurde die DGS 1978 organisatorisch umstrukturiert, um sie dem politischen Wandel anzupassen. 1979 wurde die Behörde aufgelöst und zur heutigen Generaldirektion der Polizei umgewandelt.

## Generaldirektoren für öffentliche Sicherheit (Directores generales de Seguridad)
| Staatsform                             | Beginn              | Ende                | Name                             | Zugehörigkeit                          |
| -------------------------------------- | ------------------- | ------------------- | -------------------------------- | -------------------------------------- |
| Regentschaft Alfonso XIII. (1902–1931) | 27. November 1912   | 5. Januar 1916      | Ramón Méndez Alanís              |                                        |
| Regentschaft Alfonso XIII. (1902–1931) | 5. Januar 1916      | 18. April 1919      | Manuel de la Barrera y Caro      | Militär                                |
| Regentschaft Alfonso XIII. (1902–1931) | 18. April 1919      | 20. April 1921      | Fernando de Torres Almunia       |                                        |
| Regentschaft Alfonso XIII. (1902–1931) | 20. April 1921      | 8. Dezember 1922    | Millán Millán de Priego y Bedmar |                                        |
| Regentschaft Alfonso XIII. (1902–1931) | 8. Dezember 1922    | 27. September 1923  | Carlos Blanco Pérez              | Militär                                |
| Regentschaft Alfonso XIII. (1902–1931) | 27. September 1923  | 29. Januar 1924     | Miguel Arlegui Bayonés           | Militär                                |
| Regentschaft Alfonso XIII. (1902–1931) | 6. Februar 1924     | 12. April 1925      | José González Hernández          | Militär                                |
| Regentschaft Alfonso XIII. (1902–1931) | 12. April 1925      | 13. Februar 1930    | Pedro Bazán Esteban              | Militär                                |
| Regentschaft Alfonso XIII. (1902–1931) | 13. Februar 1930    | 15. April 1931      | Emilio Mola                      | Militär                                |
| Zweite Spanische Republik (1931–1939)  | 15. April 1931      | 14. Mai 1931        | Carlos Blanco Pérez              | Militär                                |
| Zweite Spanische Republik (1931–1939)  | 14. Mai 1931        | 18. Dezember 1931   | Ángel Galarza Gago               | Partido Republicano Radical Socialista |
| Zweite Spanische Republik (1931–1939)  | 18. Dezember 1931   | 4. März 1932        | Ricardo Herráiz Esteve           | Polizist                               |
| Zweite Spanische Republik (1931–1939)  | 4. März 1932        | 6. März 1933        | Arturo Menéndez López            | Militar                                |
| Zweite Spanische Republik (1931–1939)  | 6. März 1933        | 14. September 1933  | Manuel Andrés Casaus             | AR                                     |
| Zweite Spanische Republik (1931–1939)  | 14. September 1933  | 1. Juni 1935        | José Valdivia y Garci-Borrón     | Militär                                |
| Zweite Spanische Republik (1931–1939)  | 6. November 1935    | 19. Dezember 1935   | José Gardoqui Urdanibia          | Militär                                |
| Zweite Spanische Republik (1931–1939)  | 19. Dezember 1935   | 22. Februar 1936    | Vicente Santiago Hodsson         | Militär                                |
| Zweite Spanische Republik (1931–1939)  | 22. Februar 1936    | 31. Juli 1936       | José Alonso Mallol               | Izquierda Republicana                  |
| Zweite Spanische Republik (1931–1939)  | 31. Juli 1936       | 31. Dezember 1936   | Manuel Muñoz Martínez            | Izquierda Republicana                  |
| Zweite Spanische Republik (1931–1939)  | 31. Dezember 1936   | 20. Mai 1937        | Wenceslao Carrillo Alonso        | PSOE                                   |
| Zweite Spanische Republik (1931–1939)  | 28. Mai 1937        | 18. Juli 1937       | Antonio Ortega Gutiérrez         | Militär, PCE                           |
| Zweite Spanische Republik (1931–1939)  | 15. Oktober 1937    | 1. April 1938       | Carlos de Juan Rodríguez         | PSOE                                   |
| Zweite Spanische Republik (1931–1939)  | 1. April 1938       | 10. April 1938      | Paulino Gómez Saiz               | PSOE                                   |
| Zweite Spanische Republik (1931–1939)  | 10. April 1938      | 17. April 1938      | Juan Ruiz Olazarán               | PSOE                                   |
| Zweite Spanische Republik (1931–1939)  | 17 de abril de 1938 | 13 de marzo de 1939 | Eduardo Cuevas de la Peña        | Militär                                |
| Zweite Spanische Republik (1931–1939)  | 13. März 1939       | 29. März 1939       | Vicente Girauta Linares          | PSOE                                   |
| Franquistische Diktatur (1939–1975)    | 5. Januar 1939      | 26. September 1939  | José Ungría Jiménez              | Militär                                |
| Franquistische Diktatur (1939–1975)    | 26. September 1939  | 10. Mai 1941        | José Finat y Escrivá de Romaní   | FET y de las JONS                      |
| Franquistische Diktatur (1939–1975)    | 10. Mai 1941        | 30. Juni 1942       | Gerardo Caballero Olabézar       | Militär                                |
| Franquistische Diktatur (1939–1975)    | 30. Juni 1942       | 27. Juli 1951       | Francisco Rodríguez Martínez     | Militär                                |
| Franquistische Diktatur (1939–1975)    | 27. Juli 1951       | 25. Juni 1957       | Rafael Hierro Martínez           | Militär                                |
| Franquistische Diktatur (1939–1975)    | 25. Juni 1957       | 5. Februar 1965     | Carlos Arias Navarro             | FET y de las JONS                      |
| Franquistische Diktatur (1939–1975)    | 9. Februar 1965     | 1. November 1965    | Mariano Tortosa Sobejano         | Militär                                |
| Franquistische Diktatur (1939–1975)    | 20. November 1965   | 1. Februar 1974     | Eduardo Blanco Rodríguez         | Militär                                |
| Franquistische Diktatur (1939–1975)    | 1. Februar 1974     | 12. Dezember 1975   | Francisco Dueñas Gavilán         | Militär                                |
| Regentschaft Juan Carlos I (seit 1975) | 12. Dezember 1975   | 23. Juli 1976       | Víctor Castro Sanmartín          | Militär                                |
| Regentschaft Juan Carlos I (seit 1975) | 23. Juli 1976       | 23. Dezember 1976   | Emilio Rodríguez Román           | FET y de las JONS                      |
| Regentschaft Juan Carlos I (seit 1975) | 23. Dezember 1976   | 10. Mai 1979        | Mariano Nicolás García           | FET y de las JONS                      |